# Окада, Тосики
Тосики Окада (яп. 岡田 利規 Окада Тосики, род. 3 июля 1973 года) — японский писатель

 и драматург, руководитель театральной труппы «Chelfitsch». Известен использованием «очень разговорного японского и своей собственной, уникальной хореографии».
Родился в городе Иокогама, префектура Канагава. Окончил факультет торговли Университета Кэйо. В 1997 году создал театральную труппу «Chelfitsch». Известность писателю принесли опубликованные в 2005 году роман «Пять мартовских дней» (三月の5日間) и одноимённая пьеса. В 2006 году Окада представлял Японию на международном фестивале «Stuecke’06/Международный литературный проект в рамках чемпионата мира по футболу 2006».
Лауреат ряда литературных и театральных премий Японии. В апреле 2008 года за роман «Конец особого времени, которое было нам дано» (わたしたちに許された特別な時間の終わり) был удостоен Премии Кэндзабуро Оэ.